# Moselle Open
Il Moselle Open, conosciuto come Open de Moselle fino al 2010, è un torneo di tennis maschile che si disputa su campi di cemento indoor dell'Arènes de Metz di Metz, Francia dal 2003.

## Albo d'oro

### Singolare
| Anno | Vincitore                          | Finalista                          | Punteggio                          |
| ---- | ---------------------------------- | ---------------------------------- | ---------------------------------- |
| 2024 | Benjamin Bonzi                     | Cameron Norrie                     | 7–6(6), 6–4                        |
| 2023 | Ugo Humbert                        | Aleksandr Ševčenko                 | 6–3, 6–3                           |
| 2022 | Lorenzo Sonego                     | Aleksandr Bublik                   | 7–6(3), 6–2                        |
| 2021 | Hubert Hurkacz                     | Pablo Carreño Busta                | 7–6(6), 6–3                        |
| 2020 | Annullato per pandemia di COVID-19 | Annullato per pandemia di COVID-19 | Annullato per pandemia di COVID-19 |
| 2019 | Jo-Wilfried Tsonga                 | Aljaž Bedene                       | 6(4)–7, 7–6(6), 6–3                |
| 2018 | Gilles Simon                       | Matthias Bachinger                 | 7–6(2), 6–1                        |
| 2017 | Peter Gojowczyk                    | Benoît Paire                       | 7–5, 6–2                           |
| 2016 | Lucas Pouille                      | Dominic Thiem                      | 7–6(5), 6–2                        |
| 2015 | Jo-Wilfried Tsonga                 | Gilles Simon                       | 7–6(5), 1–6, 6–2                   |
| 2014 | David Goffin                       | João Sousa                         | 6–4, 6–3                           |
| 2013 | Gilles Simon                       | Jo-Wilfried Tsonga                 | 6–4, 6–3                           |
| 2012 | Jo-Wilfried Tsonga                 | Andreas Seppi                      | 6–1, 6–2                           |
| 2011 | Jo-Wilfried Tsonga                 | Ivan Ljubičić                      | 6–3, 6(4)–7, 6–3                   |
| 2010 | Gilles Simon                       | Miša Zverev                        | 6–3, 6–2                           |
| 2009 | Gaël Monfils                       | Philipp Kohlschreiber              | 7–6(1), 3–6, 6–2                   |
| 2008 | Dmitrij Tursunov                   | Paul-Henri Mathieu                 | 7–6(6), 1–6, 6–4                   |
| 2007 | Tommy Robredo                      | Andy Murray                        | 0–6, 6–2, 6–3                      |
| 2006 | Novak Đoković                      | Jürgen Melzer                      | 4–6, 6–3, 6–2                      |
| 2005 | Ivan Ljubičić                      | Gaël Monfils                       | 7–6(7), 6–0                        |
| 2004 | Jérôme Haehnel                     | Richard Gasquet                    | 7–6(9), 6–4                        |
| 2003 | Arnaud Clément                     | Fernando González                  | 6–3, 1–6, 6–3                      |

### Doppio
| Anno | Vincitori                               | Finalisti                             | Punteggio                          |
| ---- | --------------------------------------- | ------------------------------------- | ---------------------------------- |
| 2024 | Sander Arends Luke Johnson              | Pierre-Hugues Herbert Albano Olivetti | 6–4, 3–6, [10–3]                   |
| 2023 | Hugo Nys Jan Zieliński                  | Constantin Frantzen Hendrik Jebens    | 6–4, 6–4                           |
| 2022 | Hugo Nys Jan Zieliński                  | Lloyd Glasspool Harri Heliövaara      | 7–6(5), 6–4                        |
| 2021 | Hubert Hurkacz Jan Zieliński            | Hugo Nys Arthur Rinderknech           | 7–5, 6–3                           |
| 2020 | Annullato per pandemia di COVID-19      | Annullato per pandemia di COVID-19    | Annullato per pandemia di COVID-19 |
| 2019 | Robert Lindstedt Jan-Lennard Struff     | Nicolas Mahut Édouard Roger-Vasselin  | 2–6, 7–6(1), [10–4]                |
| 2018 | Nicolas Mahut Édouard Roger-Vasselin    | Ken Skupski Neal Skupski              | 6–1, 7–5                           |
| 2017 | Julien Benneteau Édouard Roger-Vasselin | Wesley Koolhof Artem Sitak            | 7–5, 6–3                           |
| 2016 | Julio Peralta Horacio Zeballos          | Mate Pavić Michael Venus              | 6–3, 7–6(4)                        |
| 2015 | Łukasz Kubot Édouard Roger-Vasselin     | Pierre-Hugues Herbert Nicolas Mahut   | 2–6, 6–3, [10–7]                   |
| 2014 | Mariusz Fyrstenberg Marcin Matkowski    | Marin Draganja Henri Kontinen         | 6(3)–7, 6–3, [10–8]                |
| 2013 | Johan Brunström Raven Klaasen           | Nicolas Mahut Jo-Wilfried Tsonga      | 6–4, 7–6(5)                        |
| 2012 | Nicolas Mahut Édouard Roger-Vasselin    | Johan Brunström Frederik Nielsen      | 7–6(3), 6–4                        |
| 2011 | Jamie Murray André Sá                   | Lukáš Dlouhý Marcelo Melo             | 6–4, 7–6(7)                        |
| 2010 | Dustin Brown Rogier Wassen              | Marcelo Melo Bruno Soares             | 6–3, 6–3                           |
| 2009 | Colin Fleming Ken Skupski               | Arnaud Clément Michaël Llodra         | 2–6, 6–4, [10–5]                   |
| 2008 | Arnaud Clément Michaël Llodra           | Mariusz Fyrstenberg Marcin Matkowski  | 5–7, 6–3, [10–8]                   |
| 2007 | Arnaud Clément Michaël Llodra           | Mariusz Fyrstenberg Marcin Matkowski  | 6–1, 6–4                           |
| 2006 | Richard Gasquet Fabrice Santoro         | Julian Knowle Jürgen Melzer           | 3–6, 6–1, [11–9]                   |
| 2005 | Michaël Llodra Fabrice Santoro          | José Acasuso Sebastián Prieto         | 5–2, 3–5, 5–4(4)                   |
| 2004 | Arnaud Clément Nicolas Mahut            | Ivan Ljubičić Uros Vico               | 6–2, 7–6(8)                        |
| 2003 | Julien Benneteau Nicolas Mahut          | Michaël Llodra Fabrice Santoro        | 7–6(2), 6–3                        |